# Metioche gigas
Metioche gigas är en insektsart som först beskrevs av Bolívar, I. 1900.  Metioche gigas ingår i släktet Metioche och familjen syrsor. Inga underarter finns listade i Catalogue of Life.